# ليندسي مورغان
ليندسي مورغان (بالإنجليزية: Lindsey Morgan)‏ هي ممثلة أمريكية، ولدت في 27 فبراير 1990 بهيوستن في الولايات المتحدة.

## أعمال

### مسلسلات
- المئة
- المستشفى العام
- كيف قابلت أمكما

## وصلات خارجية
- ليندسي مورغان على موقع IMDb (الإنجليزية)
- ليندسي مورغان على موقع ألو سيني (الفرنسية)
- ليندسي مورغان على موقع أول موفي (الإنجليزية)
- ليندسي مورغان على موقع قاعدة بيانات الفيلم (الإنجليزية)
- ليندسي مورغان على موقع كينوبويسك (الروسية)